# Eukoenenia lawrencei
Eukoenenia lawrencei is een spinnensoort in de taxonomische indeling van de Palpigradi.
Het dier komt uit het geslacht Eukoenenia. Eukoenenia lawrencei werd in 1957 beschreven door Rémy.